# Beth Phoenix
Elizabeth Kocianski Carolan (Buffalo (New York), 24 november 1980) is een Amerikaans professioneel worstelaarster die onder de ringnaam Beth Phoenix bekend was in de WWE.

## Professioneel worstelcarrière
Carolan had een succesvol amateur worstelcarrière in de hogeschool. Na haar debuut in mei 2001, ze worstelde, onder haar ringnaam Phoenix, voor verscheidene onafhankelijke promoties.

### World Wrestling Entertainment/WWE (2004-2012)
In 2004 begon ze, onder haar ringnaam Beth Phoenix, te werken voor Ohio Valley Wrestling (OVW) en tekende in oktober 2005 een opleidingscontract met World Wrestling Entertainment (WWE). In mei 2006 debuteerde ze voor het eerst op Raw-brand, maar liep de volgende maand een gebroken kaak op. Als resultaat had ze verscheidene operatieve ingrepen en keerde terug naar OVW om verder te trainen. Ze won dan in de OVW twee keer het OVW Women's Championship, desondanks haar tweede heerschappij werd officieel niet erkend.
In juli 2007 keerde ze terug naar de Raw-brand en domineerde de andere WWE Divas en kreeg de bijnaam, "The Glamazon". In oktober 2007 won ze voor het eerst het WWE Women's Championship op de pay-per-view van No Mercy en ze behield de titel voor zes maanden. Ze had dan een "op-scherm" verhouding met Santino Marella en het paar kreeg de naam "Glamarella". In augustus 2008 won ze voor de tweede keer het Women's Championship en behield de titel tot in januari 2009. In januari 2010 bekwam ze de tweede vrouw in de geschiedenis die deelnam in een Royal Rumble match op Royal Rumble. In april 2010 won ze voor de derde keer het Women's Championship en behield de titel voor een maand.
Op Hell in a Cell 2011 van 2 oktober won Phoenix het WWE Divas Championship door Kelly Kelly te verslaan. Een jaar later, in eind oktober 2012, bevestigde ze haar WWE-vertrek en kondigde haar pensionering aan.

## In het worstelen
- Finishers
  - Beth Valley Driver (onafhankelijke promotie)
  - Chokebomb (OVW)
  - Delayed cradle suplex (2007 – midden 2008)
  - Down in Flames (2006)
  - Elevated double chickenwing (2007)
  - Glam Slam (2008 - heden)

- Signature moves
  - Canadian backbreaker
  - Cloverleaf
  - Military press
  - Missile dropkick
  - Slingshot suplex

- Managers
  - Trish Stratus
  - Santino Marella
  - Rosa Mendes

- Worstelaars managed
  - Aaron "The Idol" Stevens
  - Brent Albright
  - Chris Masters
  - Santino Marella

- Bijnamen
  - "The Glamazon"

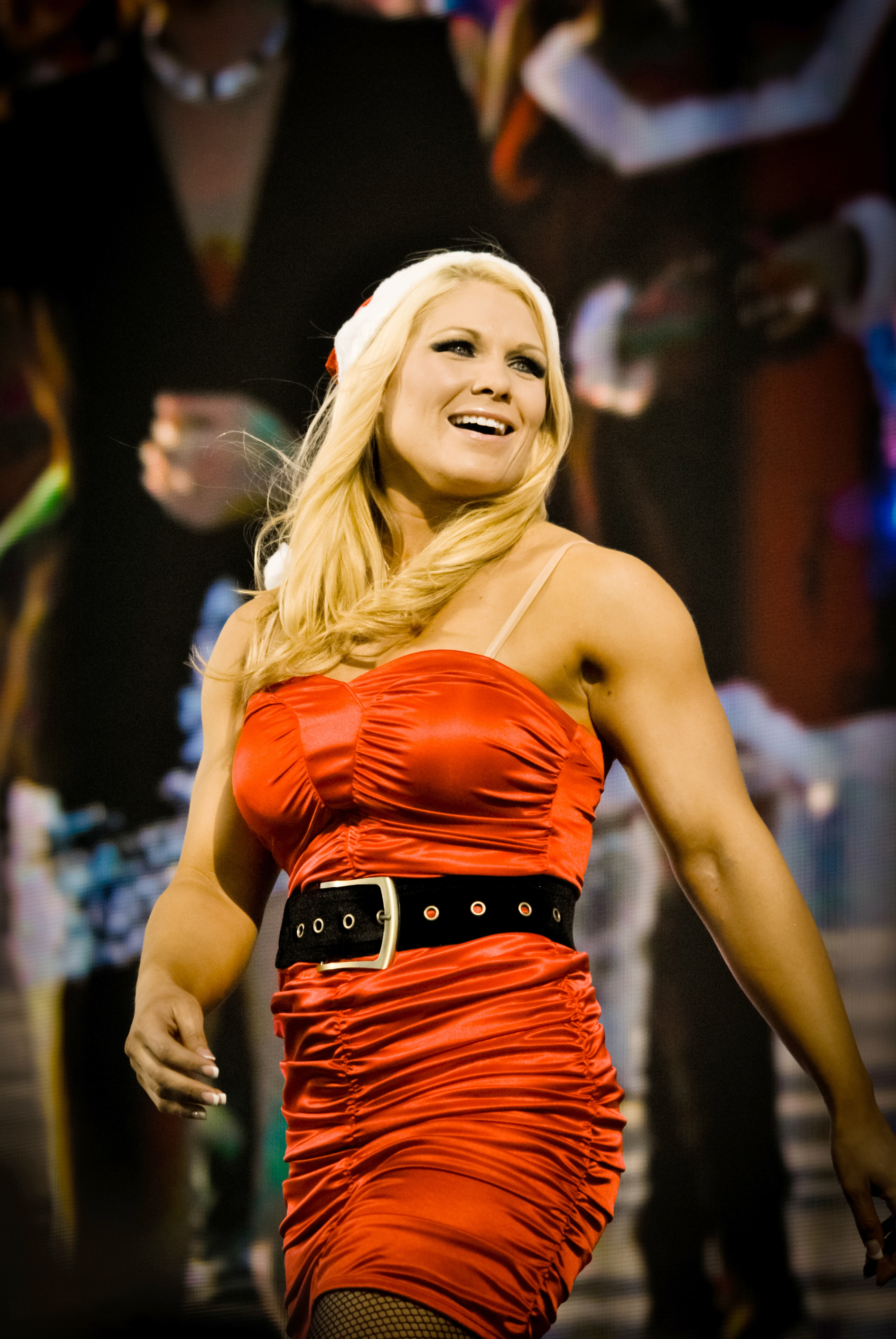
Phoenix in 2010

  - "The Total Package of Women's Wrestling"
  - "The Über Diva"

- Entree thema's
  - "Glamazon" van Jim Johnston (WWE)

## Prestaties

### Amateur worstelen
- North-East Wrestling
  - Women's Champion (72 kg gewichtsklasse) (1999)

- New York State Fair
  - Women's Champion (72 kg gewichtsklasse) (1999)

### Professioneel worstelen
- Far North Wrestling

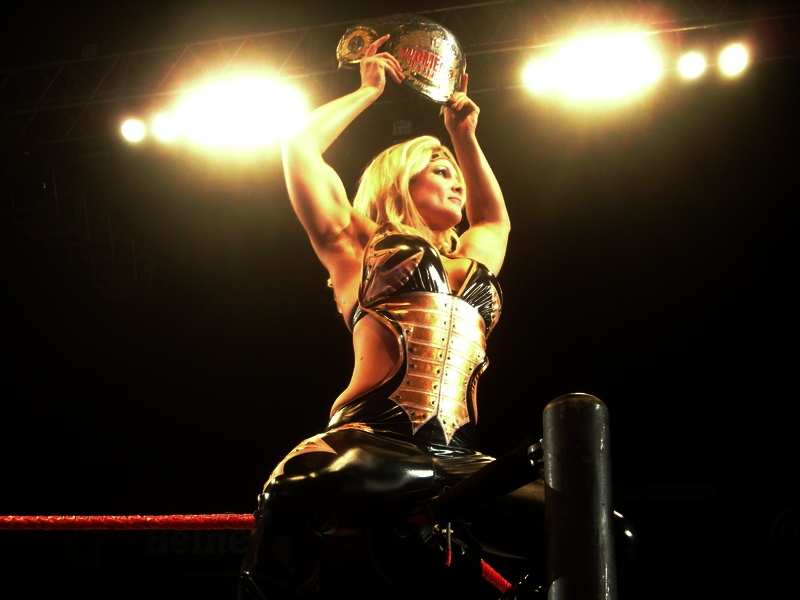
Phoenix als WWE Women's Champion.

  - FNW Cruiserweight Championship (1 keer)

- GLORY Wrestling
  - GLORY Championship (1 keer; eerste titel in haar carrière)

- Ohio Valley Wrestling
  - OVW Women's Championship (1 keer)

- World Wrestling Entertainment
  - WWE Women's Championship (3 keer)
  - WWE Divas Championship (1 keer)
  - Slammy Award
    - "Diva of the Year" (2008)